# Guettarda aromatica
Guettarda aromatica är en måreväxtart som beskrevs av Eduard Friedrich Poeppig. Guettarda aromatica ingår i släktet Guettarda och familjen måreväxter. Inga underarter finns listade i Catalogue of Life.